# Sittbrunn

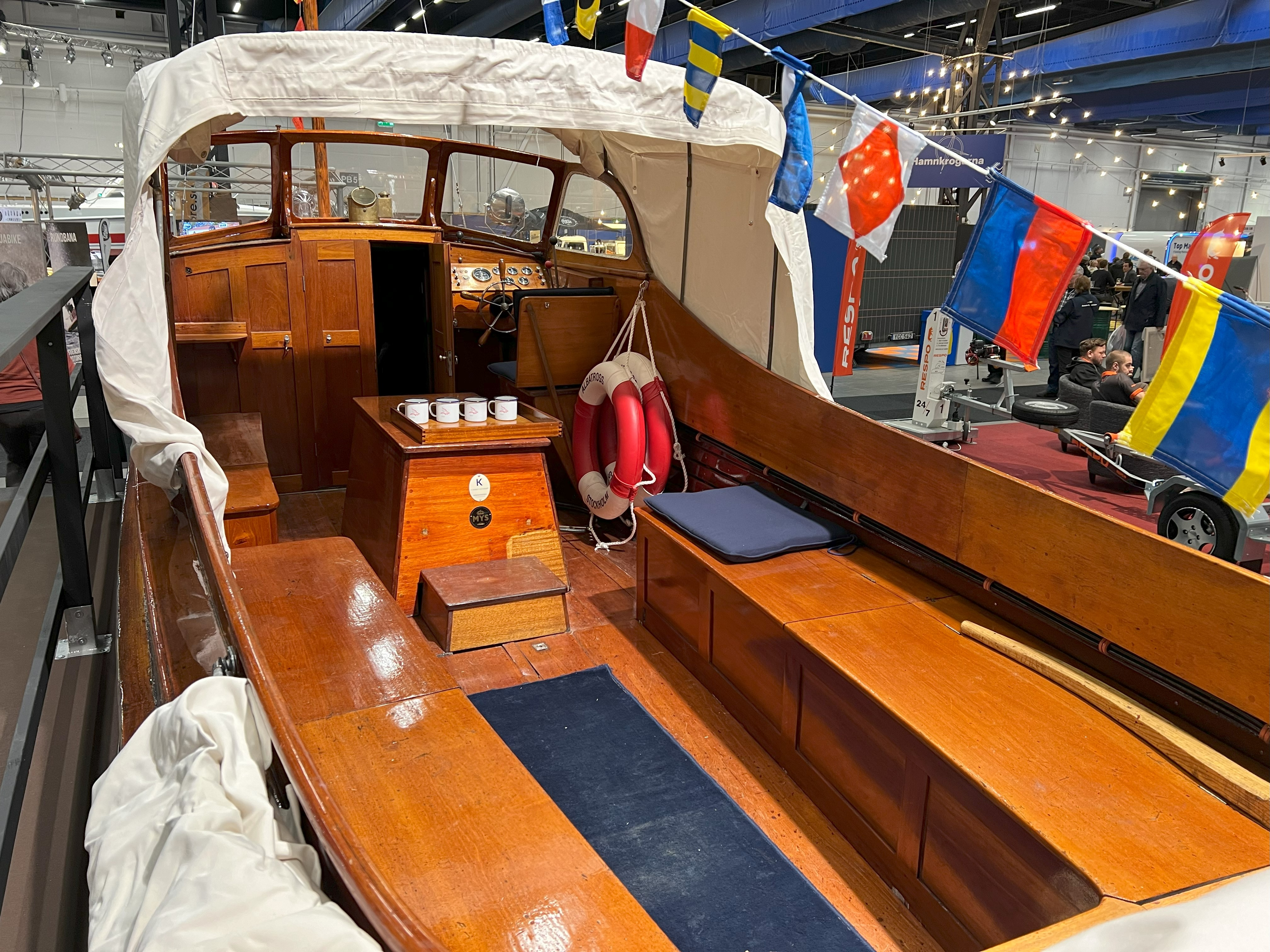
Sittbrunnen i Petterssonbåten M/Y Albatross, tillverkad av Bröderna Larssons varv och mekaniska verkstad i Kristinehamn, 1928

Sittbrunn är den öppna plats varifrån en båt, kajak isjakt, bil eller flygplan styrs. 

## Segelbåtens sittbrunn

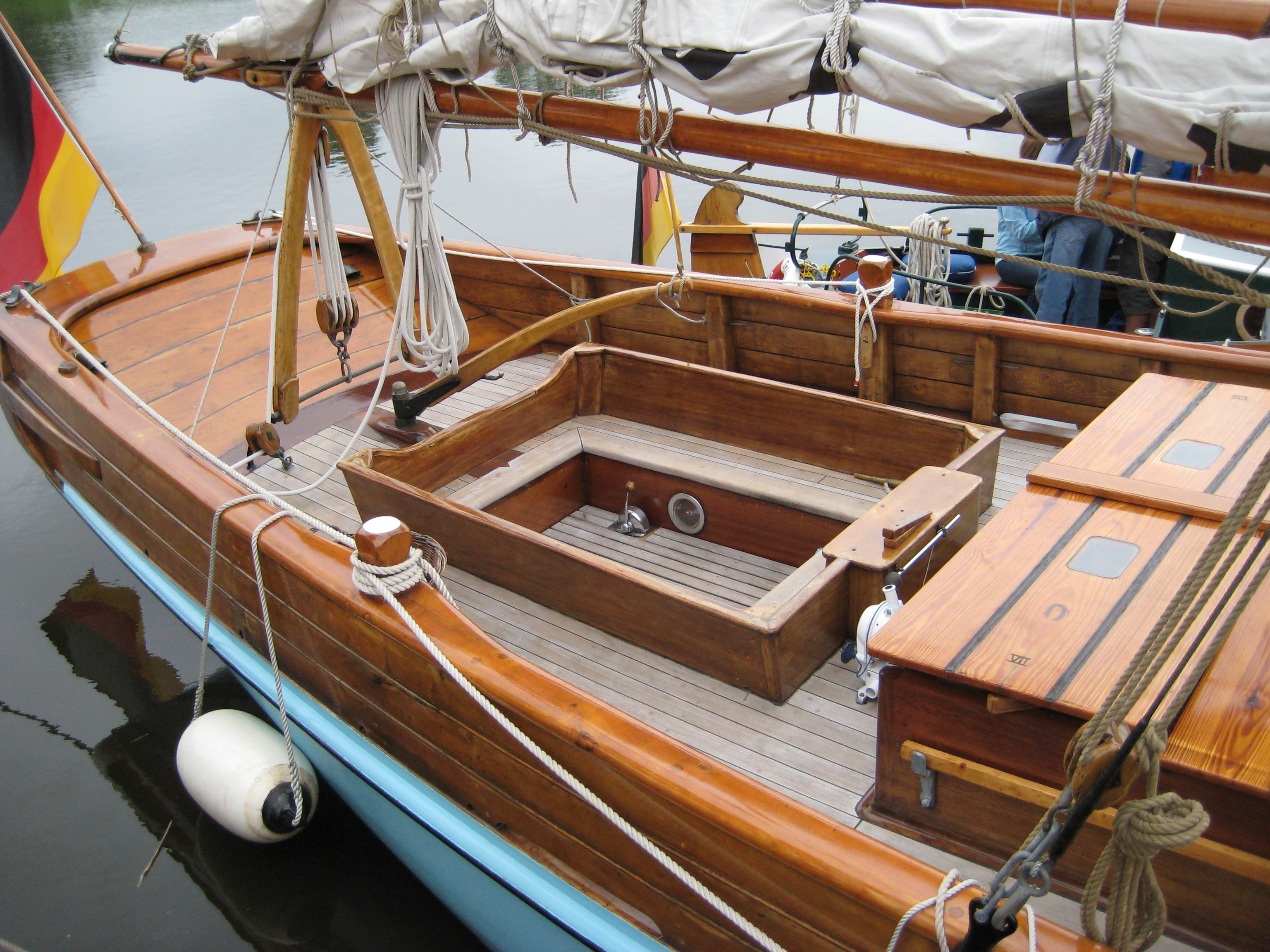
Brunn i segelbåt

Sittbrunn, eller brunn, är en fördjupning på akterdelen av däcket på en segelbåt avsett såsom en skyddad sittplats. Den innehåller antingen ratt eller rorkult anslutet till rodret. Skot och andra trimtampar går oftast ner till sittbrunnen via block och ibland till vinschar. Sittbrunnen kan vara självlänsande, det vill säga att vattnet rinner ut av sig själv, detta är särskilt viktigt för oceangående båtar. Andra alternativ är att sittbrunnen har en länspump eller att öskar används. Det sistnämnda används främst i jollar och andra mindre båtar.

## Kajakens sittbrunn

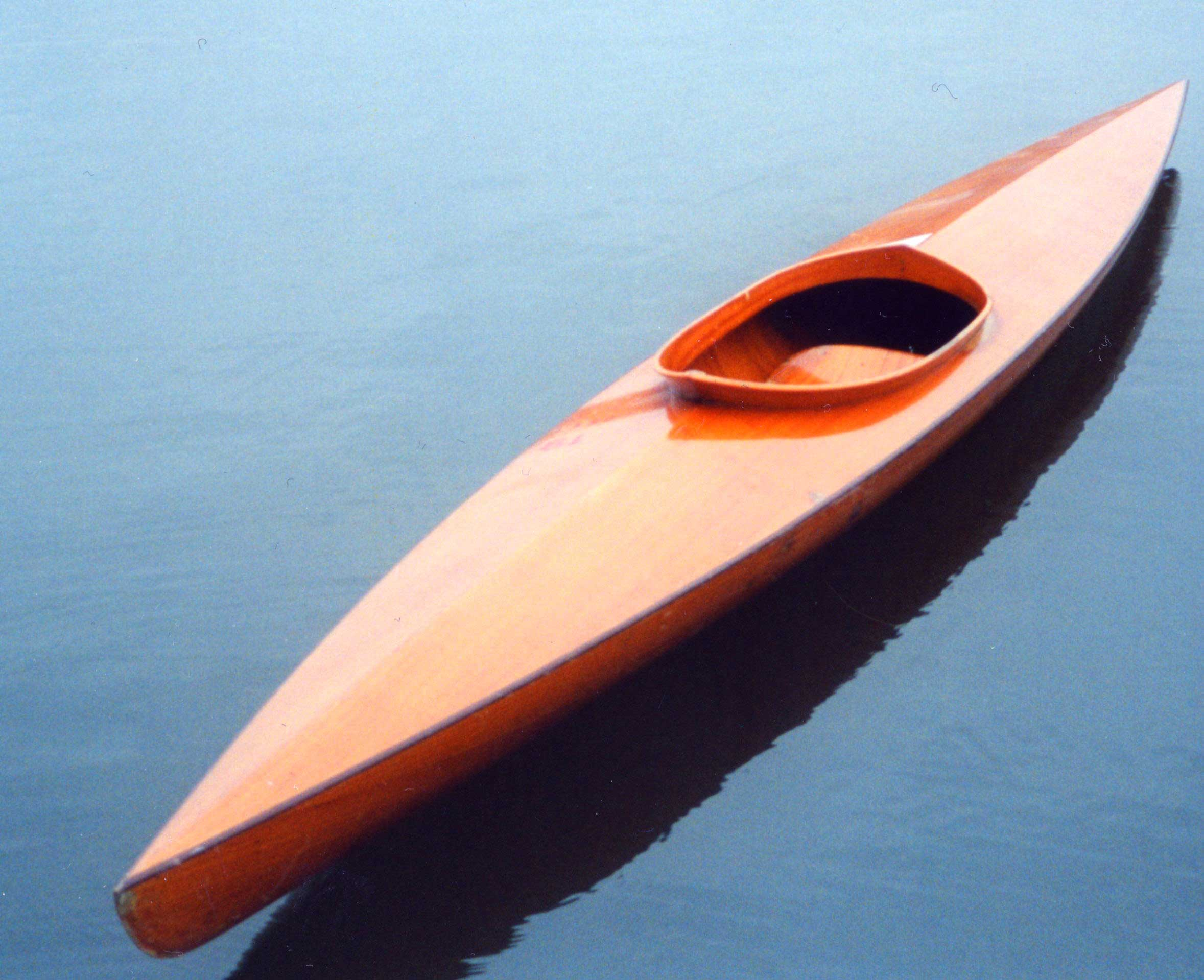
Sittbrunn på en kajak.

I kajaker är sittbrunnarna antingen så stora (till exempel 90x40 cm) att det är lätt att kliva i och ur och det finns plats att jobba med benen för att få kraft i paddelmotoriken eller så små och trånga (till exempel 54x38 cm) att paddlaren blir ett med kajaken, vilket underlättar avancerad manövrering. I sittbrunnssargens ovankant finns en sarg med fläns som kan hålla ett kapell på plats.
Historiskt hade kajaker från Grönland och Aleuterna små sittbrunnshål som användes med Tuiliq, en paddeljacka med integrerat kapell, och en utvecklad eskimåsväng som främsta säkerhetsteknik, medan de flesta andra kajaktyper runt nordkalotten hade stora sittbrunnshål och man använde inte kapell utan litade mer på kajakernas stabilitet.